# Дригс (Ајдахо)
Дригс (енгл. Driggs) град је у америчкој савезној држави Ајдахо.

## Демографија
По попису из 2010. године број становника је 1.660, што је 560 (50,9%) становника више него 2000. године.
| Група             | 2000.       | 2010.         |
| Белци             | 859 (78,1%) | 1.099 (66,2%) |
| Афроамериканци    | 1 (0,1%)    | 8 (0,5%)      |
| Азијати           | 0 (0,0%)    | 8 (0,5%)      |
| Хиспаноамериканци | 226 (20,5%) | 525 (31,6%)   |
| Укупно            | 1.100       | 1.660         |